# Phloeomys cumingi
Phloeomys cumingi es una especie de roedor de la familia Muridae.

## Distribución geográfica
Es endémica de Luzón e islas adyacentes (Filipinas). 